# Doctor Doom
Doctor Doom (Dr. Victor von Doom), Doctor Muerte en España, es un supervillano que aparece en los cómics estadounidenses publicados por Marvel Comics. Creado por Stan Lee y Jack Kirby, el personaje apareció por primera vez en The Fantastic Four #5 (julio de 1962). En sus apariciones en cómics, Doctor Doom es representado como el monarca de Latveria cuyo objetivo es traer orden a la humanidad a través de la conquista mundial. Él sirve como el archienemigo de Reed Richards y Los 4 Fantásticos, aunque también ha entrado en conflicto con otros superhéroes en el Universo Marvel, incluidos Spider-Man, Iron Man, Doctor Strange, Pantera Negra, los X-Men y Los Vengadores. Aunque generalmente se lo retrata como un villano, Doom también ha sido un antihéroe en ocasiones, trabajando con héroes si sus objetivos están alineados y solo si eso lo beneficia.
El personaje ha sido sustancialmente adaptado de los cómics a varias formas de medios, incluyendo series de televisión, videojuegos y mercaderías como figuras de acción y tarjetas de intercambio. Doom también ha aparecido en otros largometrajes respaldados por Marvel, como The Fantastic Four, interpretado por Joseph Culp, mientras que el actor Julian McMahon lo interpretó en la película de 2005 Fantastic Four y su secuela de 2007, Los 4 Fantásticos y Silver Surfer, como el antagonista. Toby Kebbell interpreta al personaje en el reinicio de 2015. Robert Downey Jr. interpretará al personaje en las películas de Universo cinematográfico de Marvel (UCM) Los Cuatro Fantásticos: primeros pasos (2025), Avengers: Doomsday  (2026) y Avengers: Secret Wars (2027).

## Historial de publicación

### Creación y desarrollo
Como muchos de los personajes de la Edad de Plata de Marvel, Doom fue concebido por Stan Lee y Jack Kirby. Con el título de los Cuatro Fantásticos funcionando bien, Lee y Kirby intentaban soñar con un "villano nuevo y súper sensacionalista". En busca de un nombre, Lee se aferró a "Doctor Doom" como "elocuente en su simplicidad, magnífico en su amenaza implícita".
Debido a la prisa por publicar, al personaje no se le dio una historia de origen completo hasta Fantastic Four Annual #2, dos años después de su debut.

### 1980s – 1990s
En 1976, Marvel y DC Comics colaboraron en Superman vs. The Amazing Spider-Man, y para replicar ese éxito, las dos compañías volvieron a unir a los personajes en Superman y Spider-Man en 1981. El editor en jefe de Marvel, Jim Shooter, co- escribió la historia con Marv Wolfman, y recordó haber elegido a Víctor von Doom en función de su estatus icónico: "Pensé que necesitaba al chico malo con el deber más pesado que teníamos para ofrecerle: el Doctor Doom. Su héroe más grande contra nuestro villano más grande".

### 2000s – 2010s
El escritor Mark Waid trató de redefinir al Doctor Doom en la trama de "Unthinkable" de 2003 (Vol. 3 #66-70 y Vol. 1 #500), haciendo que abandone la tecnología e invierta por completo en la magia. La historia tomó su título del "impensable" acto que Doom tuvo que realizar para adquirir este nuevo poder mágico de un trío de demonios: matar a su primer amor, Valeria. Con la carne de Valeria convertida en una nueva armadura de cuero mística, la historia sigue a Doom cuando encarcela a Franklin Richards en el infierno, captura a Valeria Richards, y logra quitar el poder y encarcelar a los Cuatro Fantásticos. Posteriormente, intenta demostrar su superioridad con respecto a Reed Richards, dándole la oportunidad de salir de una prisión de la que solo se podía escapar por medio de la magia, en la creencia de que Richards no lo haría. Sin embargo, con la ayuda de Doctor Strange, Richards aprende a utilizar la magia en un nivel básico al aceptar que no podía entenderla y se escapa. Richards procede a engañar a Doom para que rechace a los demonios, lo que hace que arrastre Doom to Hell. Doom permaneció atrapado allí hasta los eventos de la historia de "Ragnarok" de 2004 en las páginas de Thor, que dieron como resultado que el martillo Mjolnir de Thor cayera a través de las dimensiones y le diera a Doom una salida del infierno.

## Biografía
Víctor von Doom nació décadas atrás de una tribu de gente romaní de Latveria bajo el imperio de un noble anónimo llamado el Barón. La madre de Víctor era la bruja Cynthia Von Doom, quien murió a manos de Mefisto cuando Doom era joven. Su padre, Werner, era el líder de la tribu y un curandero reconocido que mantuvo en secreto la vida de hechicera de su madre con el fin de proteger a Víctor de un destino similar. Poco después de la muerte de Cynthia, la esposa del Barón contrajo cáncer y Werner fue llamado a la capital para sanarla. Cuando ella sucumbió a la enfermedad, el Barón tachó a Werner como un asesino y solicitó su muerte. Werner escapó con el joven Víctor, después de haberse dado cuenta la noche anterior de que la mujer moriría. Él sigue adelante, sólo para morir congelado en la ladera de una montaña, acunando al niño en un abrazo final y dándole su ropa para mantenerlo caliente. Víctor sobrevivió y, a su regreso al campamento romaní, descubrió los instrumentos ocultos de su madre y juró vengarse del Barón. Víctor creció hasta convertirse en un hombre testarudo y brillante, combinando hechicería y tecnología para crear dispositivos fantásticos para mantener acorralados a los hombres del Barón y proteger a la gente romaní. Sus hazañas atrajeron la atención del decano de la Universidad Empire State, quien envió a alguien al campamento. Presentado con la posibilidad de estudiar en los Estados Unidos, Von Doom decide dejar su tierra natal y a su amor, Valeria, atrás.
Una vez en los Estados Unidos, Víctor conoció a su compañero de estudios y su futuro némesis, Reed Richards, quien estaba destinado a ser su compañero de habitación, pero a Von Doom le disgustó y pidió otro compañero. Después de un tiempo, Víctor construyó una máquina con la intención de comunicarse con los muertos. Aunque Richards trató de advertirle sobre una falla en la máquina, viendo que sus cálculos habían omitido unas cuantos decimales, Víctor continuó con resultados desastrosos. La máquina violentamente falló, y la explosión resultante dañó de forma grave su rostro. Más tarde se reveló que Ben Grimm, un amigo de Richards que despreciaba a Víctor por su actitud de superioridad, alteró la máquina. Grimm se culparía a sí mismo por el eventual ascenso del Doctor Doom al poder, pero nunca reveló esta información a nadie. Expulsado después del accidente, Víctor viajó por el mundo hasta que se desplomó en una ladera tibetana. Rescatado por un clan de monjes, Víctor dominó rápidamente las disciplinas de los monjes, así como a los propios monjes. Víctor entonces se forjó una armadura, completa con una máscara ceñuda, y tomó el nombre de Doctor Doom. Como el Doctor Doom, él iría a amenazar a aquellos que sentía como los responsables de su accidente —principalmente, Reed Richards de los Cuatro Fantásticos. Él tuvo éxito en asumir el control de Latveria, teniendo un interés en el bienestar de los romaníes.
En su primera aparición, Doom captura a la Mujer Invisible, usándola como una rehén para que los Cuatro Fantásticos viajen en el tiempo para robar el tesoro encantado del pirata Barbanegra, el cual lo ayudará a conquistar el mundo, pero es engañado por Reed Richards, quien cambia el contenido del cofre pirata por cadenas sin valor alguno. El Doctor Doom entonces forma una alianza con Namor, quien coloca un dispositivo magnético en el Edificio Baxter. Sin embargo, Doom usa esto para enviarlo a él y a los Cuatro Fantásticos al espacio, pensando en que esto se deshará de aquellos capaces de impedirle conquistar al mundo. No obstante, Namor llega a la nave del Doctor Doom y devuelve el Edificio Baxter a Nueva York, mientras que el Doctor Doom es abandonado en un asteroide. Regresando a la Tierra después de aprender los secretos de una avanzada raza extraterrestre, los Ovids, el Doctor Doom intercambia la personalidad con Reed Richards, habitando el cuerpo del Doctor Doom, cambia a ambos de nuevo, y el Doctor Doom termina atrapado en un micro-mundo cuando es golpeado por un rayo encogedor con el que tenía planeado usar en el resto de los Cuatro Fantásticos. Doom se apodera de este micro-mundo, pero se va después de que los Cuatro Fantásticos terminen su gobierno. Luego es arrojado al espacio cuando intenta evitar que los Cuatro Fantásticos salgan del micro-mundo. Doom es salvado por Rama-Tut, y regresa a la Tierra para destruir a los Cuatro Fantásticos volviendo a cada miembro contra el otro utilizando un jugo especial de bayas. Richards burla a Doom usando el jugo alucinógeno en su contra. Doom, creyendo haber matado a Richards en una prueba de fuerza de voluntad, parte de su victoria e inteligencia superior, aunque entristecido.
Durante la década de 1960, Doom intentó reclutar a Spider-Man al unir fuerzas con él, y entró en conflicto con los Vengadores cuando Quicksilver y la Bruja Escarlata entraron ilegalmente en Latveria para encontrar a un pariente perdido hace mucho tiempo. Robó los poderes del Silver Surfer en 1967, pero los perdió después de romper una barrera que Galactus había establecido para el Surfer en la Tierra.
Durante los 70, Doom se ramificó a más títulos de Marvel, con una batalla entre él y el Príncipe Rodolfo sobre el control de Latveria, siendo presentada en Astonishing Tales. El Doctor Doom también intenta usar a Hulk como su esclavo durante dos ediciones de The Incredible Hulk. El personaje también hizo varias apariciones en los arcos argumentales de Super-Villain Team-Up, empezando en 1975, así como apariciones en Marvel Team-Up, comenzando con la edición #42 (Febrero de 1976). En agosto de 1981, Doom también hizo una aparición en Iron Man cuando ambos viajan a Camelot, donde Stark frustra el intento de Doom de solicitar la ayuda de Morgana Le Fay, que derrotara a las fuerzas del Rey Arturo con un ejército de guerreros revividos que fueron asesinados por la espada Excalibur; Doom juró una venganza mortal por esa interferencia, que lo dejó varado en el pasado: esta venganza tuvo que ser retrasada indefinidamente con el interés de regresar al presente. En un plan particularmente detallado, Doom se alió con el Amo de las Marionetas para atrapar a los Cuatro Fantásticos dentro de la ciudad artificial en miniatura de "Liddleville", sus mentes atrapadas dentro de diminutas copias cibernéticas, en parte orgánicas, de sus cuerpos originales. Sin embargo, Doom pervierte lo que había sido pensado por el Amo de las Marionetas como una oportunidad para dar a Alicia y a Ben una vida normal en una trampa, interrumpiendo deliberadamente la conexión de Reed con su copia para dificultarle la concentración mientras "Vincent Vaughn" - el alias de Doom mientras supervisa el proyecto, lo desprecia y el Amo de las Marionetas finalmente ayuda a la FF a aprender la verdad y escapar de Liddleville mientras atrapa a Doom en el cuerpo de Androide que había usado para monitorear la FF.
Durante la carrera de John Byrne en la década de 1980, Doom intentó robar los poderes cósmicos de Terrax, pero el cuerpo de Doom fue destruido en la lucha resultante entre Terrax y Silver Surfer. Doom sobrevivió transfiriendo su conciencia a otro humano, y lo devuelve a su cuerpo original por el Beyonder (quien había llegado al futuro relativo para 'reclutar' a Doom para el conflicto en Battleworld en el que FF había participado Hace unos meses desde su perspectiva). Mientras se encontraba en Battleworld, Doom intentó y logró brevemente robar el poder de Beyonder, pero resulta demasiado vasto para que él lo controle y Beyond, sin cuerpo, puede recuperar su poder.
Cuando Franklin Richards fue secuestrado por Onslaught, Doom se unió a los Cuatro Fantásticos, Vengadores y los X-Men para luchar en Onslaught en Central Park. Un furioso Hulk fue capaz de abrir el caparazón de Onslaught. Sin embargo, Onslaught se mantuvo como energía psiónica pura, separando a Hulk y Banner, planeando expandirse por todo el planeta. Thor Odinson se hundió en Onslaught, tratando de contenerlo. Los Cuatro Fantásticos, la mayoría de los Vengadores, y Hulk sin Banner siguieron en poco tiempo, forzando a Doom a unirse al sacrificio cuando Iron Man luchó contra el villano en la masa de energía. Gracias a este sacrificio, los X-Men finalmente lograron destruir a Onslaught. Doom, los Cuatro Fantásticos, y los Vengadores y Banner fueron considerados muertos, pero en lugar de eso fueron salvados por Franklin, quien creó una dimensión de bolsillo llamada Counter-Earth para mantenerlos a salvo. Después de varios meses, los héroes desaparecidos regresaron de Counter-Earth, excepto Doom, que permaneció allí por un tiempo. Doom descubre el poder secreto en el corazón del planeta, un avatar de su archienemigo, el hijo de Franklin, Reed Richards, el superpotente joven que conjuró este globo y dejó un poco de él para guiarlo desde adentro. Doom logró convencer al niño para que renunciara al control de este mundo con poco más que unas pocas promesas errantes de una vida mejor.
Cuando Susan Richards tuvo problemas con su segundo embarazo mientras Reed estaba ausente, Johnny contactó a Doom para pedirle ayuda, adivinando correctamente que Doom no podría dejar pasar la oportunidad de tener éxito donde Reed fracasó (debido a los complejos eventos relacionados con la reciente resurrección de Galactus, este embarazo es una "repetición" de una anterior en la que Sue abortó. Doom no solo salva a la hija de Sue, sino que también le curó a Johnny de un problema reciente con sus poderes, donde Johnny no pudo "incendiarse" sin el apoyo tecnológico después de sobrecargarse con la energía de la Zona Negativa al canalizar el exceso de energía de Johnny hacia Sue para mantenerla con vida. Después del nacimiento, la única condición aparente de Doom para su ayuda es que se le permita nombrar a la hija de Sue y Reed, Valeria después de su amor perdido hace mucho tiempo. Sin embargo, esto inspira un nuevo plan en el que Doom familiariza a Valeria mientras busca a su homónimo como parte de un trato con un trío de demonios; Al sacrificar a su antigua amante, a Doom se le otorgan poderes mágicos en el nivel que poseería si hubiera pasado los últimos años estudiando hechicería en lugar de ciencia. Con este nuevo poder, Doom atrapó a Franklin en el infierno, inmovilizó al doctor Strange, y luego neutraliza los poderes de los FF, torturando a los otros tres mientras se burlaba de Reed dejándolo en su biblioteca mágica, comparándolo con darle a un perro un mapa de carreteras. cuando llegó a la conclusión de que sería imposible para Reed dominar suficiente habilidad mágica para ser una amenaza para él. Sin embargo, Reed pudo liberar al yo astral del Doctor Strange de las trampas de Doom, lo que le permitió a Reed darle un curso de magia suficiente para que Reed liberara al resto del equipo y engañara a Doom para que enojara a sus benefactores demoníacos al infierno. Decidido a asegurarse de que Doom no pueda ser una amenaza adicional, Reed toma el control de Latveria para desmantelar todo el equipo de Doom, al mismo tiempo ahuyenta a su familia para que pueda atrapar a Doom y él mismo en una dimensión de bolsillo para que él puede asegurarse de que Doom nunca vuelva a amenazar a nadie. Sin embargo, este plan fracasa cuando el resto del equipo intenta rescatar a Reed, lo que resulta en que Doom transfiera su espíritu a Sue, Johnny y Ben respectivamente, lo que obliga a Reed a matar a su mejor amigo para detener a su mayor enemigo. Doom fue devuelto al infierno, pero Reed luego puede usar la misma máquina que Doom una vez intentó crear para viajar al cielo y devolverle la vida a Ben. Doom permaneció en el infierno hasta que Mjolnir cae a la Tierra después de los eventos de Ragnarok, ya que crea una lágrima dimensional durante su caída que le permite a Doom escapar, aunque decide concentrarse en reconstruir su base de poder cuando no puede ni siquiera levantar la martillo. Los eventos de este se eliminaron de la continuidad de Marvel Comics en la serie Secret Wars de 2015.
Más tarde, un Doombot fue derribado por Reed Richards, Henry Pym, Iron Man, She-Hulk y otros en la ciudad de Nueva York. Queda por ver si el mismo Doom lo envió o no, así como su papel en el conflicto general. Doom no fue invitado a la boda de Tormenta y Pantera Negra. Sin embargo, sí envió un regalo: una invitación para formar una alianza con Latveria, utilizando la Guerra Civil actualmente se está desarrollando entre la comunidad de héroes como una razón para forjar una alianza entre sus dos países. CuandoPantera Negra, en una misión diplomática a otros países con Tormenta se presentó en Latveria, les presentó un regalo real y extendió otra invitación para formar una alianza con Pantera Negra. Sin embargo, demostró un comportamiento muy poco característico de él, que puede o no convertirse en un punto de trama más adelante. Pantera Negra rechazó la invitación y detonó un EMP que bloqueó una parte local de Latveria antes de que los robots del doctor Doom pudieran destruir su nave. Más tarde, se muestra a Doom colaborando con el cráneo rojo en un arma que solo será "el comienzo" del Capitán América que está sufriendo Von Doom le dio el arma al cráneo rojo porque el cráneo rojo le dio a Víctor piezas de tecnología de un antiguo castillo alemán. El castillo era propiedad de un "barón de hierro" siglos antes, que había usado su genio tecnológico para protegerse a sí mismo y a su gente. El mapa que usó el Cráneo Rojo para encontrar el castillo mostraba una imagen de Von Doom. Doom afirma que la tecnología que le dio Cráneo Rojo es más avanzada que la que tiene actualmente y que se convertirá en el Barón del Hierro en su futuro; A pesar de que no está de acuerdo con los principios de la Calavera Roja, la paradoja temporal que la situación le obliga a cumplir. El Cráneo Rojo se encuentra actualmente en el proceso de ingeniería inversa del arma de Doom para múltiples usos, en lugar del uso único que el Doctor Doom acordó.
Al final del primer capítulo del evento X-Men Especies en peligro de extinción, Doom se encuentra entre los varios genios que la Bestia contacta para ayudarlo a revertir los efectos de la Disminución. Rechaza a Bestia al afirmar que la genética no figura entre sus talentos. En Spider-Man: One More Day, Doom fue uno de los contactos de Spider-Man para ayudar a salvar a la tía May. Doom también convierte a Latveria en un campo de refugiados para los Atlantes tras la destrucción de su reino submarino, además de convertirse en aliados con Loki en su plan para manipular a su hermano para que libere a sus aliados asgardianos sin darse cuenta.
El Doctor Doom luego defiende a Latveria de los Poderosos Vengadores, luego de la revelación de que fue uno de los satélites de Doom que llevó el 'Virus del Veneno' lanzado en la ciudad de Nueva York (que en realidad fue hackeado por un enemigo de Doom). En una batalla con Iron Man y Sentry, el mecanismo de viaje en el tiempo dentro de su armadura se sobrecarga, atrapando al Doctor y sus oponentes en algún momento en el pasado. Doom continúa su relación con Morgan le Fay usando su máquina del tiempo. Él y Iron Man lograron volver al presente, pero Doom ha dejado a Iron Man en su castillo en explosión. A pesar de su ayuda, Doom terminó encarcelado falsamente en La Balsa.
Durante la historia de la Invasión Secreta, Doom estuvo entre los que escaparon de la Balsa cuando los Skrulls cargaron un virus en sus sistemas. Tras la invasión secreta, el doctor Doom se convirtió en miembro de los Illuminati Oscuros junto a Norman Osborn, Emma Frost, Namor, la figura femenina de Loki y Capucha, con la intención de vengarse del mundo por haber arruinado falsamente su reputación. Al final de esta reunión, Namor y Doom se ven discutiendo sus propios planes que ya se han puesto en marcha.
Doom pronto se alía con el grupo aislacionista conocido como los Desturi para tomar el control de Wakanda, atacando e hiriendo a T'Challa, y luego a la actual Pantera Negra, lo que lo mutilaba lo suficiente para evitar que volviera a sostener el manto. El principal objetivo de Doom era asegurar la tienda de vibranio de Wakanda, que podía mejorar místicamente para hacerse invulnerable. Doom también formaba parte del grupo conocido como Inteligencia después de ser capturado para completar su plan. Con la ayuda de Bruce Banner, escapó y regresó a Latveria, dañado por esta experiencia.
Al comienzo de la historia de Siege, Doom estaba con la Cabal discutiendo los problemas actuales con los X-Men y los dos equipos de los Vengadores. Doom exige que Osborn revierta de inmediato su curso de acción contra su aliado Namor, a lo que Osborn se niega, diciendo que él y Emma Frost habían "cruzado la línea" con él. Doom, detestando a Thor y los asgardianos aún más debido a su reciente derrota en sus manos, afirma que apoyará la "locura" de Osborn en caso de que le devuelvan a Namor, pero Osborn se niega. El misterioso aliado de Osborn, el Vacío, ataca violentamente a Doom, y un Loki aparentemente divertido le dice a Capucha que debe ir, ya que no hay nada para ninguno de ellos, que Capucha, ahora leal a Loki debido a su mano en la restauración de sus habilidades místicas, concuerda. Sin embargo, se reveló que el "Doctor Doom" que había estado involucrado con la Cábala era en realidad un Doctor Doombot mejorado, que libera enjambres de nanitas del Doctor Doombot contra la Camarilla, derribando la Torre de los Vengadores y obligando a sus habitantes, como los Vengadores Oscuros, evacuar. Osborn es rescatado por el Centinela, que destruye el cuerpo. Cuando Osborn se pone en contacto con el verdadero Von Doom, Víctor le informa que no vuelva a golpearlo o que estaría dispuesto a ir más lejos.
Se ha revelado que la Bruja Escarlata vista en Wundagore Mountain es en realidad un Doctor Doombot que aparentemente significa que el verdadero fue capturado por Doom en algún momento después del evento de la Casa de M. Se revela que los poderes mejorados de Wanda fueron el resultado de su intento combinado y el de Doom de canalizar la Fuerza de la Vida para resucitar a sus hijos. Esto demuestra ser demasiado para que Wanda la contenga y la sobrepasó. Con la ayuda de Wiccan y Doom, buscan usar la entidad que posee a Wanda para restaurar los poderes de los tipos mutantes. Esto es detenido por los Jóvenes Vengadores (que están preocupados por la caída que se produciría si los mutantes impotentes se vuelven a encender repentinamente) solo para descubrir que Doom tenía la intención de transferir a la entidad a su propio cuerpo y obtener la forma de Dios de Wanda y sus poderes de reescribir la realidad para sí mismo. Doom se vuelve omnipotente con poderes que superan a los de seres como Beyonder o Cubo Cósmico. Los Jóvenes Vengadores se enfrentan a él, pero Doom mata accidentalmente a Cassie justo antes de que Wanda y Wiccan le roben sus nuevos poderes.
Al comienzo del arco de la historia "Fantastic Four: Three", un Doom afligido por la culpa sintió que tenía que "renacer" y estaba haciendo planes para renunciar a su trono y dárselo a Kristoff cuando Valeria se teleportó a su habitación inesperadamente pidiendo Su ayuda para ayudar a su padre. Valeria se da cuenta rápidamente de que Doom había sufrido daño cerebral en su batalla anterior y está perdiendo lentamente sus recuerdos; ella hace un trato con él para restaurar sus capacidades mentales si él ayuda a Reed y los Cuatro Fantásticos. Doom está de acuerdo con su propuesta. Más tarde, Doom aparece entre los asistentes al funeral de Johnny Storm.
Debido al acuerdo, Doom fue recomendado por Nathaniel y Valeria Richards para ser miembro de la Future Foundation. Objetivo, Cosa ataca a Doom por ira, pero la pelea fue detenida por Míster Fantástico y la Mujer Invisible, que da la bienvenida a Víctor a su grupo. Cuando Valeria le pregunta a Víctor si tiene un respaldo para restaurar sus recuerdos, él revela que Kristoff Vernard es su respaldo. Después, Míster Fantástico, Spider-Man, Nathaniel, Valeria y Víctor se dirigen a Latveria para reunirse con Kristoff y pedirle su ayuda. Míster Fantástico instala una máquina de transferencia de cerebro para ayudar a restaurar los recuerdos y el conocimiento de Víctor, que es exitoso. Cuando Kristoff quiere devolverle el trono, Doom afirma que aún no es el momento debido a una promesa que le hizo a Valeria. Cuando Míster Fantástico pregunta qué promesa hizo Doom a Valeria, Víctor afirma que hizo una promesa para ayudarla a derrotar a Míster Fantástico cuando ella lo pide. Doom decide celebrar un simposio sobre cómo derrotar finalmente a Reed Richards. La Cosa y los Moloides evolucionados invitan al Alto Evolucionador. Hombre Dragón y Alex Power le dan una invitación a Diablo. Al recibir una invitación de Spider-Man, Pensador Loco está convencido de participar en el evento. Bentley 23 incluso le da una invitación a su creador, el Mago, junto con dos tenientes A.I.M. Sin embargo, posteriormente se revela que los "Richards" a los que han sido invitados a derrotar son en realidad miembros del "Consejo de Reed" (versiones alternativas de Reed que fueron atrapados en este universo por Valeria hace un tiempo, poseyendo el intelecto de Reed y careciendo de su conciencia). Mientras Spider-Man y Mujer Invisible hacen sándwiches para los niños, Míster Fantástico, Víctor, Valeria y Nathaniel Richards se encuentran con los genios de los supervillanos y Uatu, el Vigilante, sobre qué hacer con el Consejo de Reed.
Alrededor de este tiempo, Von Doom realizó una cirugía cerebral en Hulk para separarlo de Bruce Banner, extrayendo los elementos únicos de Banner del cerebro de Hulk y clonando un nuevo cuerpo para Banner, a cambio de un favor de Hulk. Este clon es asesinado poco después. Más tarde, Doom es asesinado aparentemente por los Celestiales Locos. Sin saber cómo sobrevivió, Doom se despierta en las ruinas del Consejo Interdimensional de Reeds, donde Valeria le había dejado un regalo: el ejército completo de Doctor Dooms lobotomizados de realidades alternativas que previamente fueron capturadas por el Consejo, junto con dos Guanteletes infinitos de universos alternos. Con estos recursos, Doom creó el Parlamento de Doom y el consejo interdimensional que mantiene la paz en todo el multiverso. Más tarde volvió a gobernar de nuevo Latveria, después de gobernar el consejo durante un milenio. Una mala excursión al universo alternativo de Guanteletes del Infinito resultó en que Reed y Nathaniel Richards rescataran a Doom de su propio consejo.
Durante el enfrentamiento entre los Vengadores y los X-Men, aliados de Doom con Magneto y otros en contra las formas Red Onslaught de Cráneo Rojo. En un intento de expiar las malas acciones pasadas, Doom absorbe los poderes que alteran la realidad de la Bruja Escarlata y resucita a la muerta Cassie Lang, a quien había matado accidentalmente. Posteriormente hace un trato faustiano con un demonio no especificado para resucitar al Hermano Voodoo. Después de volver a la normalidad, Doom es llevado al cautiverio por su asesinato inicial de Lang.
Con la incursión final inminente durante la historia de Secret Wars, Doom usurpa el poder de los Beyonders con la ayuda del Doctor Strange y el Hombre Molécula, recolectando lo que pueda del multiverso destruido y formando un nuevo mundo de batalla compuesto por diferentes realidades alternativas. También asume el papel de Dios y reclama el dominio completo de este nuevo mundo y sus habitantes, haciéndolos creer que siempre fue la fuerza todopoderosa de la creación; él toma a Sue como su esposa, Franklin y Valeria como sus hijos, condena a la Antorcha Humana a ser el sol y a Ben Grimm a ser el muro del Escudo, y reescribe su propia historia para resucitar a la mayoría de aquellos cuyas muertes causó. Richards y una colección de héroes y villanos que sobrevivieron a la destrucción de todos los universos desafían a Doom y, con la ayuda de Molecule Man, pueden tomar su poder y restaurar el multiverso. Optando por curar en lugar de hacer daño, Reed finalmente usa el poder de Beyonder para curar la cara de Doom.
En el Marvel All-New, All-Different Marvel, Doom regresa a Latveria, donde salva a Tony Stark al incapacitar a un grupo de rebeldes de Latverian con un ataque sonoro. Doom le revela a Tony que él es un hombre nuevo y desea ayudar, dándole a este último Wands de Watoomb que se mantenga a salvo de Madame Máscara. Cuando llegan más rebeldes, Doom teletransporta a Iron Man al zoológico del Bronx.
Doom encuentra a Iron Man de nuevo y se teletransporta a los dos al Jackpot Club en Chicago para enfrentar a Madame Máscara. Al descubrir que Madame Máscara muestra síntomas de posesión demoníaca, Doom hace que Tony la atrape con la Armadura de Iron Man y luego le exorciza al demonio. Doom desaparece antes de que Tony recupere la conciencia. Doom aparece una vez más e interrumpe la cita del desayuno de Tony con Amara. Doom está tratando de demostrarle a Tony que ha cambiado y está tratando de corregir los errores que ha cometido, explicando que ha llegado para controlar a Tony y ver si está sufriendo efectos secundarios por estar en presencia de un exorcismo. Tony aún se niega a confiar en él después de lo que ha hecho y Doom se va otra vez.
Tras la derrota de Tony Stark a manos del Capitán Marvel al final de la Segunda Guerra Civil, Doom descubre su vocación. Al recordar su insatisfacción como Dios, Doom decide que era su papel ayudar a sanar el mundo. Inspirado por Stark, e informando a su duplicado de AI que pretende establecer el legado de Stark, Doom lucha por su marca única de justicia como el tercer Iron Man, y luego entra en conflicto con Mephisto disfrazado de Maker, la versión malvada del Universo Último de Reed Richards. Doom se une a los Vengadores y luego concibe una hija con la Dra. Amara Perera. El repentino cambio de Doom provocó agravios que resultaron en un grupo de villanos, liderados por Capucha, para unir fuerzas para derribarlo. Después de que los villanos sitiaron a Doom varias veces, la batalla final ocurrió cuando Capucha tomó el control de Industrias Stark, lo cual sucedió poco después de que Stark se había recuperado de sus heridas en secreto. Tony enfrentó a Capucha y tropezó con Víctor. Doom se enfrentó a Capucha y al demonio no identificado que lo poseía uno a uno, y su rostro fue severamente quemado por el demonio en el proceso. Tras la derrota de los villanos, Víctor se retiró a las ruinas del castillo de Doom.
Más tarde, una joven llamada Zora Vokuvic irrumpe en el Castillo Doom exigiendo ver al Doctor Doom. Ella supera a los muchos Doombots que custodian el palacio antes de finalmente enfrentarse a Doom. Ella le dice que Latveria ha sido invadida por dictadores y oportunistas desde que se fue y que la nación necesita que su líder regrese. Inicialmente, rechazando las súplicas de ayuda de Zora, mostrándole su cara grotescamente marcada en el proceso, Víctor finalmente acepta cuando ella se niega a rendirse y le entrega su máscara icónica, diciéndole que Latveria necesita a su verdadero campeón. Tomando la máscara, Doom se adentra en Latveria, sofocando la guerra civil que aparentemente se está librando y jurando arreglar el país con su propia fuerza, invocando energía mágica mientras lo hace.

## Metas y objetivos
Durante las Guerras Secretas combatió al Beyonder (el todopoderoso). Cuando su derrota parecía asegurada, el Todopoderoso sondeó la psique de Doom en busca de lo que le motivaba.
Poder
Por encima de todo Doom desea el poder. Estar por encima de aquellos de los que juró vengarse por la crueldad con la que le trató el destino.
Este deseo no se limita solo a la política o a Latveria, incluso la misma Tierra se queda pequeña ante sus ambiciones ya que persigue el poder absoluto. Por todos los medios, Doom ha intentado obtener poderes más allá del entendimiento humano. Uno de los ejemplos célebres fue cuando logró robar los poderes del Deslizador de Plata e intentó destruir a los 4 Fantásticos.
Libertad para el alma de Cynthia Von Doom
Recuperar el alma de su madre ha supuesto una obsesión para Doom desde que conoció su destino.
Durante años participó en un antiguo rito durante la Noche de San Juan. Debía combatir desarmado contra uno de los sirvientes de Mefisto. Si vencía, el alma de su madre sería liberada de su destino. En cambio, si perdía su vida correría el mismo destino que la de su madre.
El combate siempre terminó en tablas.
Finalmente recurrió a la ayuda de Doctor Strange para liberar el alma de su madre (ver Triunfo y Tormento).
Gracias a un plan secreto, Destino logró que Cynthia se redimiera a sí misma sin necesidad de la ayuda de Doctor Strange. Sin embargo, a cambio tuvo que cargar con el desprecio de su propia madre.
Restauración para su rostro
Aunque en principio el daño provocado a su rostro parecía hacer enloquecer a Doom, con el tiempo ha mostrado señales de que ya no le importa tanto como antes.
Ha llegado a manifestar que la máscara es en realidad el verdadero rostro del Doctor Doom, y aunque ha dispuesto de tecnología como para restaurar su rostro ha elegido no hacerlo: Forma parte de mi dolor. Aunque posteriormente logra restaurarlo (ver "Guerras Secretas").
La destrucción de Reed Richards
El incidente que desfiguró el rostro de Doom, del que siempre culpó a Reed Richards, ha hecho que desde entonces Doom se obsesionara con él. Al mismo tiempo la única persona a la que puede considerar su igual.
Reed Richards y Víctor von Doom son dos caras opuestas de la misma moneda.

## Poderes y habilidades
Víctor von Doom es un gran pensador, científico e inventor que posee un intelecto de nivel de genio. Doom ha inventado varias máquinas y robots del fin del mundo durante su carrera como supervillano, entre los que se encuentran sus Doombot. El doctor Doom puede ejercer el control tecnopático sobre ciertas máquinas, sobre todo sus Doombots. A lo largo de la mayor parte de su historia de publicaciones, ha sido descrito como uno de los seres humanos más inteligentes en el Universo Marvel, el más famoso restaurar la forma humana de la Mole, una hazaña que Reed Richards también ha logrado, pero ha tenido dificultades para mantener durante un largo período de tiempo. Por otro lado, Richards logró procesar todos los cálculos necesarios para salvar la vida de una Kitty Pryde desintegrada por sí misma, que es una hazaña que Doom en ese momento profesaba ser incapaz de hacer. Doom también ha usado su talento científico para robar o replicar el poder de otros seres como el Silver Surfer o, en un caso, la entidad del mundo Galactus.
Junto con ser un genio científico e inventor, Doom también es un hechicero muy poderoso, principalmente enseñado por monjes tibetanos, que luego se incrementó en gran medida debido a las tutorías de su amante en ese momento, Morgan le Fay. Es capaz de absorber y proyectar energía, manipular la electricidad, crear escudos protectores y convocar a hordas de criaturas demoníacas. Doom logró llegar en segundo lugar en un torneo de magia organizado por el antiguo hechicero Aged Genghis. Después de que Strange renunció al título de Hechicero Supremo, admitió que Doom tenía suficiente capacidad mágica para convertirse en el nuevo Hechicero Supremo.
Los extraterrestres Ovoides le enseñaron inadvertidamente al doctor Doom el proceso de transferir psiónicamente su conciencia a otro ser cercano a través de un simple contacto visual, además de mostrarle otras formas de tecnología que Doom utiliza para escapar de encarcelamientos y evitar ser asesinado. Sin embargo, si se rompe su concentración, su mente puede volver atrás, y rara vez usa este poder a menos que sea absolutamente necesario debido a su ego sobre su propia apariencia.
Además, Doom tiene una voluntad notablemente fuerte e indomable, como se demuestra en la novela gráfica Emperor Doom cuando reto a su prisionero, el Hombre Púrpura a intentar controlarlo y él resistió con éxito.
La armadura de Doom aumenta su fuerza física natural y su durabilidad a niveles sobrehumanos, hasta el punto en que es capaz de defenderse incluso vencer a los enemigos sobrehumanos como Spider-Man, Hulk y The Thing en combate, aunque tiende a confíar en las tácticas de largo alcance para enfrentarse a oponentes físicamente más fuertes. También es casi indestructible, pudiendo recibir golpes de la mayoría de los adversarios sobrehumanos a algunos seres de nivel cósmico, y protege a Doom de la manipulación de la materia, la distorsión de la realidad y los asaltos psíquicos. La armadura tiene un arsenal de armas y dispositivos de alta tecnología integrados, incluidos guanteletes que pueden descargar láseres y forzar explosiones, una defensa, generador de campo de fuerza defensivo y una descarga eléctrica letal que mata a cualquiera que entre en contacto con Doom. La armadura es autoportante, equipada con depósitos internos y sistemas de reciclaje de aire, alimento, agua y energía, permitiéndole al usuario sobrevivir largos períodos de exposición bajo el agua, o en el espacio exterior.
Incluso sin su armadura, Doom ha demostrado ser un hábil combatiente mano a mano, una vez mató a un león de un solo golpe.
Como el monarca absoluto de Latveria, el Dr. Doom tiene inmunidad diplomática – permitiéndole escapar de la persecución por la mayoría de sus crímenes – y control total de los recursos naturales y tecnológicos de la nación, junto con su mano de obra, economía y ejército.
El Doctor Doom es conocido por el frecuente recurso argumental donde se revela que sus acciones eran en realidad las de un "Doombot", uno de los muchos dobles robóticos del Doctor Doom, ya sea trabajando en su nombre o como resultado de inteligencia artificial deshonesta. El elemento de la trama de Doombots se usa a menudo para borrar retroactivamente eventos de la historia de Doom.

### Psicología
En muchas ocasiones, la única debilidad real del Doctor Doom ha sido su arrogancia. Layla Miller una vez consideró que el Doctor Doom es incapaz de aceptar que él mismo podría ser la razón de sus fracasos. Esto es reflejado más agudamente en la continua negación de Doom de aceptar la responsabilidad por el accidente que marcó su rostro, prefiriendo culpar a Reed Richards en su lugar por sabotear su experimento. A pesar de que su alta opinión de sí mismo es generalmente precisa, es generalmente incapaz de aceptar cuando otros pueden tener una mejor comprensión de una situación que él – con la excepción ocasional de escuchar las recomendaciones de héroes como el Sr. Fantástico y la Mole cuando se muestran a su favor. Incluso cuando se asocia con otros contra una amenaza mayor, el Doctor Doom a menudo intentará subvertir la alianza para el beneficio personal. Por ejemplo, mientras estaba aliado con Adam Warlock y otros héroes contra Thanos, él trató de robar el Guantelete del Infinito de Thanos antes de que su dueño hubiera sido derrotado.
El Doctor Doom está adherido a un estricto código de honor en todo momento. Sin embargo, Doom mantendrá su palabra exacta, lo cual puede o puede no ser beneficioso para la persona a la que le haya dado su promesa. Por ejemplo, Doom puede jurar que no le hará daño a una persona, pero eso sólo significa que no dañará personalmente a esa persona; no quiere decir que va a prevenir que otros dañen a esa persona.
El código de honor de Doom lo llevó a salvar al Capitán América de ahogarse debido a que el Capitán lo había salvado antes, y en otra ocasión agradeció al Hombre-Araña por salvarlo de terroristas que lo atacaron en un aeropuerto al permitirle dejarlo con vida a pesar de que Spider-Man posteriormente lo insultó. Su código de honor también significa que no atacará a un rival respetado que esté debilitado o en grave desventaja, ya que él considera una victoria resultante de tales circunstancias como algo hueco y sin sentido. Doom en varias ocasiones incluso se ha enfrentado a oponentes decididos a matar a los Cuatro Fantásticos, por ninguna otra razón más que el hecho de que no quiere que la derrota definitiva de los Cuatro Fantásticos venga de manos de alguien que no sea él mismo.
Se ha demostrado que Víctor von Doom está dedicado al bienestar y bienestar de sus súbditos. Una vez, llegó incluso a dejar que su alma se desnudara y fuera juzgada por el Dios Pantera de Wakanda, quien determinó que realmente deseaba un futuro utópico en el que la humanidad prosperara, aunque estuviera en el poder.

## Inventos
El genio del Doctor Víctor von Doom en ciencia y tecnología le ha permitido construir numerosos dispositivos para derrotar a sus enemigos u obtener más poder. Los más notables entre ellos incluyen:
- Doombots: los Doombots tienen la cara del verdadero Doctor Doom pero sin capucha y tienen armas. Utilizado para muchas misiones, típicamente aquellas donde teme derrotar. A veces, los Doombot incluso se creen Doctor Doom.
- Servo-Guardias: Robots que están programados para atacar a los enemigos de Doom.
- Plataforma del tiempo: una de las creaciones más ingeniosas de Doctor Doom es esta máquina del tiempo que funciona. Consiste en una plataforma de 10 pies (3,0 m) por 10 pies (3,0 m) por 6 pulgadas (150 mm) y una consola de control independiente. Los sujetos se paran en la plataforma, mientras un operador trabaja los controles. El dispositivo puede transportar caracteres a prácticamente cualquier momento y lugar en la secuencia de tiempo de la Tierra, y el operador puede devolver instantáneamente a los viajeros manipulando la consola de control. El doctor Doom no requiere que la consola regrese a su propio tiempo; puede usar los circuitos de tiempo incorporados en su propia armadura, lo que le permite aventurarse en el tiempo y regresar por su cuenta sin confiar en que alguien lo traiga de vuelta.
- Un dispositivo para imbuir a las personas con superpoderes.

## Personalidad
Doom es una persona en extremo orgullosa, incapaz de admitir que ha cometido un error. Pero que considera que siempre ha regido su vida con un estricto sentido del honor, que siempre ha buscado lo mejor para sus súbditos.
Así, aunque Doom intente apoderarse del destino de otros, al mismo tiempo está convencido de que realmente estarían mejor bajo su despótico reinado.
Parte de su arrogancia deriva del hecho de que aparentemente no puede morir, no porque realmente sea inmortal, sino porque simplemente nadie puede matarlo; todos en el mundo (muchas veces fuera de este) lo han intentado alguna vez pero Doom siempre encuentra la forma de huir ileso, característica que lo ha representado desde su primera aparición en el cómic y que le ha hecho creer que realmente es inmortal. 

## Otras versiones

### UltimateDoctor Doom
En el universo Ultimate, el nombre del Doctor Doom cambia de Víctor von Doom a Víctor van Damme.
Él pertenecía al edificio Baxter al igual que Reed, quien descubrió como teletransportar materia a través de la Zona Negativa.
Durante el experimento que pretendía fabricar una máquina para teleportarse a través de dicha dimensión, Víctor alteró los parámetros de la máquina de Reed sin avisarle, lo que causó que los cinco (Reed, Susan, Johnny, Víctor y Ben Grimm, amigo de Reed que vino de visita el día del experimento) fuesen transportados por dicha zona sin control, provocando profundas alteraciones, a la vez de hacerlos reaparecer en distintas partes del mundo.
Así, Víctor se convirtió en un ser metálico con protuberancias, capaz de hacer brotar estacas en su cuerpo, y sus órganos internos se hicieron gas venenoso. Incluso sus piernas tomaron una forma como de patas de una cabra.
En Ultimate Doom, Ben lo acusa de matar a Reed y le dice que le advirtió con matarlo si se metía con su familia. Así, la Cosa acarició el cerebro de Doom con sus dedos de afuera hacia adentro.

### Amalgam Comics
En esta versión, fue fusionado con Doomsday, dando lugar al Doctor Doomsday.

## Otros medios

### Series de televisión
- El Doctor Doom apareció en el segmento "Sub-Marinero" de la serie The Marvel Super Heroes de 1966.
- Posteriormente, el Doctor Doom apareció en varios episodios de la serie de Hanna-Barbera Los Cuatro Fantásticos, a partir de 1967, con la voz de Joseph Sirola.
- El Doctor Doom apareció en dos episodios de la serie de DePatie-Freleng Enterprises, Los Nuevos Cuatro Fantásticos, con la voz de John Stephenson.
- El Doctor Doom apareció quizás de lo más significativo en seis episodios de la serie de 1981, El Hombre-Araña, producida por Marvel Productions, con la voz de Ralph James y con modulación pesada similar a Darth Vader. En los últimos cinco episodios, escritos por Larry Parr, componen un arco completo historia, y cuatro de ellos fueron en un punto editado juntos en una película de animación.
- El Doctor Doom apareció en la serie de Los Cuatro Fantásticos de 1994, con la voz de John Vernon, Neil Ross (en la primera temporada), y Simon Templeman (en la segunda temporada). En el episodio "La máscara del Doctor Doom", secuestra a los Cuatro Fantásticos y obliga al Sr. Fantástico, a la Antorcha Humana y a la Mole para ir atrás en el tiempo y obtener un objeto para él. En el episodio de "El Deslizador de Plata y el retorno de Galactus", él roba los poderes del Deslizador y destruye a los Cuatro Fantásticos, pero es engañado por los FF (que están en el Fantásticar con el Deslizador). Doom lo sigue hasta el espacio exterior, pero es derrotado por la barrera que colocó Galactus para que el Deslizador nunca más pudiera navegar por el cosmos, lo cual hace que la energía cósmica vuelva a su dueño original. En el episodio "...y un ciego los guiará", se revela que golpeó el FF impotente y que tenía las manos aplastadas por la Mole. En el episodio "Nightmare in Green", dirigió Hulk para atacar al equipo. En el último episodio, "Doctor Doomsday", nuevamente adquiere la energía cósmica. Una vez más, él es engañado para ir al espacio exterior, sólo para golpear la barrera que impide al Deslizador dejar la Tierra.
- El Doctor Doom vuelve a aparecer con la voz de Simon Templeman como invitado en dos episodios de la serie de 1996, El Increíble Hulk. Doctor Doom cumple con su cautiverio en Washington, DC, sólo para ser derrotado por She-Hulk, de quien luego intenta vengarse. Con su aparición en este programa, se puede suponer que sobrevivió a la barrera de Galactus en el episodio "Doctor Doomsday" de la serie de 1994, Los Cuatro Fantásticos, ya que ambos programas han de ser considerados dentro de la misma continuidad.
- En la serie El Hombre-Araña de 1994, el Dr. Doom apareció con la voz de Tom Kane en la 5ª temporada en el episodio "Nueva Latveria", como un villano que fue a las Guerras Secretas. En el mundo, aparece como un buen líder que acogió a los últimos supervivientes del planeta. Además, con la gran tecnología, logró recomponer su cara y dar la capacidad a Ben Grimm de transformarse en humano y en la Mole. A cambio, sólo quería saber donde estaba la base de los buenos en un intento de vencer a Beyonder para ser omnipotente, ya que antes de llegar al planeta, recogió una lectura de fuerza muy alta de un asteroide donde estaba Beyonder.
- El Doctor Doom aparece en la serie del 2006, Fantastic Four: World's Greatest Heroes, con la voz de Paul Dobson. En esta versión, se da a entender que él es más inteligente que el Sr. Fantástico (Reed Richards) que lleva un gran abrigo verde, una armadura verde y plata con una luz verde brillante en el pecho y garras afiladas. En el episodio piloto "Doctor Doom sday" (no confundir con el de la de 1994, Fantastic Four), se revela que tiene Inmunidad diplomática como un jefe de Estado que significa que la policía estadounidense/americana no puede arrestarlo. Se conserva una embajada que sirve como su residencia. Se muestran las tendencias más sociópatas y maquiavélicas de Doctor Doom. Tales como el lanzamiento del Edificio Baxter en órbita (con poco respeto por los inquilinos que quedan en el interior). En "Doctor Doom sday", fabrica registros de Reed expone deliberadamente a sus compañeros de equipo a los rayos cósmicos para enajenarlo y capturarlo. Posteriormente, utilizando el propio invento de Reed para aprovechar la energía de la Zona Negativa, liberando a las criaturas que residen en dicha Zona y desatan caos en Nueva York que habrían terminado matando a miles (o potencialmente millones). En un episodio, donde en uno de sus experimentos su mente se pone en el cuerpo y viceversa de Reed, en su intento de destruir la reputación de Reed y sobrecargar la alimentación del Edificio Baxter destruyéndolo al dicho edificio y a los bloques de diversos lugares de la ciudad más allá de ella. En el episodio, se revela más acerca de la vida del Doctor Doom y actitud en el poder. Doctor Doom (con la mente de Richards) es ahora mucho más educado y respetuoso con los demás. Reed también ordena a los Doombots destruirse a sí mismos como "palabra del Doctor Doom es la ley", y libera la mascarilla. Aunque el espectador no se muestra la cara de Doctor Doom, cuando están de regreso a sus órganos competentes, Richards dice el Doctor Doom que su inseguridad, en particular, acerca de su apariencia personal, es su mayor adversario. En otro episodio, una versión alternativa de la línea de tiempo, el Doctor Doom se muestra sin su máscara. En uno de los últimos episodios, el Doctor Doom utiliza una variación de la armadura de Iron Man. En el episodio final, "Doctor Doom's World Is Law", el Doctor Doom aparentemente muere cuando un Doombot se autodestruye, haciendo explotar su castillo. Aquí, los Doombots del Doctor Doom no son dobles robot pero sus soldados de a pie. Como resultado de la lucha contra los Cuatro Fantásticos, Doctor Doom les ha equipado con armas adecuadas a cada miembro (es decir, un cañón de hielo durante la Antorcha Humana, etc.). La cara parcialmente dañada del Doctor Doom fue visto sólo una vez en el episodio "Annihilation".
- El Doctor Doom aparece la serie del 2009, The Super Hero Squad Show, con la voz de Charlie Adler. En la primera temporada, es el principal antagonista y es después de que la Infinita Espada; ha contratado a varios villanos para ayudarle a obtenerlo, haciendo de M.O.D.O.K y Abominación como sus secuaces primarios. Él es derrotado y enviado a prisión al final del episodio "This Al Dente Earth!", el episodio final de la Primera Temporada. En la Segunda Temporada, se escapa de prisión y parcela para obtener la Infinita Espada y las Piedras Infinitas, aunque en esta temporada sirve principalmente como un villano secundario antes de ser capturado y encarcelado de nuevo en el episodio final de la Segunda Temporada y episodio final de la serie; "The Final Battle! ('Nuff Said!)".
- El Doctor Doom aparece en la serie del 2009, Iron Man: Armored Adventures, con la voz de Christopher Britton. En esta serie, la armadura del Doctor Doom fue declarada tan avanzada que Tony Stark dijo que hizo su armadura "parece una tostadora con los brazos". Los antecedentes del personaje y la base es muy diferente de su versión original: Víctor von Doom es un miembro de la Familia Real de Latveria, estaba casado, su accidente de cicatrización sucedió en Latveria y dio lugar a matar la parte dominante de los Von Doom para heredar el trono y que rara vez ha visitado Los Estados Unidos de América. En el episodio "The Might of Doom", el Doctor Doom aparece en Nueva York para reunirse con Obadiah Stane para obtener las especificaciones de la armadura de los archivos robados y, a cambio mejoraría el generador "Monger Core" de Stane. Después se produjo la recuperación de las especificaciones, el Doctor Doom luchó contra Iron Man, y lo puso en un profundo sueño de tres horas, también superando a War Machine. Después de que se actualizó el núcleo, el Doctor Doom activa un temporizador que primero tendría el generador para absorber toda la energía en Nueva York y luego expulsarlo en una enorme explosión. Iron Man, sin embargo, fue capaz de detener el temporizador, lo que enfureció al Doctor Doom. War Machine aterrizó el avión de Doctor Doom a la que le devolvió el favor en casi derrotar a los dos héroes blindados en una batalla de dos contra uno. Durante la batalla entre Iron Man y el Doctor Doom tras la retirada de War Machine, el Doctor Doom prepara para invocar la magia de Dormammu para derrotar a Iron Man. Justo en ese momento, S.H.I.E.L.D. llega para poner fin a la lucha y como los agentes de S.H.I.E.L.D. escoltan a Doc regreso a Latveria, el Doctor Doom se compromete a luchar contra Iron Man de nuevo. Como se da el Doctor Doom un viaje de regreso a Latveria, Nick Fury entonces declara a Iron Man que han estado manteniendo un ojo en el Doctor Doom a pesar de que tiene Inmunidad diplomática y luego cita "Hijo, sabemos todo acerca de Doctor Doom. Cuando él hace un error, S.H.I.E.L.D estará allí para derribarlo. Más tarde se reveló por Pepper Potts a Tony que la armadura del Doctor Doom se basa en la tecnología Makluan. En el episodio "Doomsday", el Doctor Doom encuentra el Templo del Noveno Anillo Makluan y logra derrotar a su tutor Gárgola Gris justo cuando llegan el Mandarín y Howard Stark. Doctor Doom utiliza el Noveno Anillo Makluan para causar fenómenos extraños de todo el mundo. Cuando Iron Man y el Mandarín llegan, terminan en una trampa mortal de la cual salen hasta que encuentran al Doctor Doom. Iron Man exige que el Doctor Doom le diga que le da a Howard y a él. Doctor Doom utiliza el Noveno Anillo Makluan y termina atacando a Iron Man y al Mandarín). Cuando Iron Man le da al Mandarín uno de sus anillos, hacen un ataque combinado del Doctor Doom (que resultó ser un Doombot con un Anillo Makluan falso). Al encontrar una cámara secreta en el castillo de Doom, encuentran a Howard en una celda del cubo sólo para ser atacados y encarcelados por Doc. Doom menciona que él ha aprovechado el Noveno Anillo Makluan puede crear agujeros de gusano. Doctor Doom continuación, utiliza el Noveno Anillo Makluan para convocar a Yogthul y darle a Iron Man, al Mandarín y a Howard a cambio de reunirse con su familia. Yogthul declara que el Mandarín no es un alma pura y termina por rescindir su contrato con el Doctor Doom. Cuando Iron Man y Mandarín escapan de la Dimensión de Yogthul, terminan luchando el Doc Doom de nuevo. Howard enciende la electricidad a los golpes del Doctor Doom y el Mandarín reclama el Noveno Anillo Makluan para él. Iron Man termina atrapando al Doctor Doom en la Dimensión de Yogthul.
- El Doctor Doom aparece en la serie del 2010, The Avengers: Earth's Mightiest Heroes, con la voz de Lex Lang. Fue mencionado por primera vez en el episodio "The Breakout: Part 1" durante un intercambio con AIM que fue hecho en su nombre. El Doctor Doom hizo su primera aparición física en el segundo estreno de la temporada "The Private War of Doctor Doom", donde él envía a Lucía von Bardas junto con un ejército de Doombots para atacar la mansión de los Vengadores y el Edificio Baxter que termina con la captura de la Mujer Invisible y la Avispa. Las dos heroínas son colocadas en una máquina especial, mientras que los Vengadores y los Cuatro Fantásticos se abren camino hacia Latveria. Inicialmente no quieren provocar un incidente internacional con el Doctor Doom siendo el jefe de una nación soberana en suelo extranjero; los Vengadores intentan provocan un ataque furtivo que anticipa a Doc. Doctor Doom derrota sin esfuerzo tanto a los Vengadores y a los tres restantes miembros de los cuatro Fantásticos. La Mujer Invisible y la Avispa son liberadas solo por la misericordia del Doctor Doom y la máquina se destruye permitiendo a los Vengadores y los Cuatro Fantásticos a retirarse. En la escena final, el Doctor Doom iba a hablar sobre los datos que había recibido de la máquina donde se entera de que Mujer Invisible era en realidad un impostor Skrull todo el tiempo. En el episodio "Infiltration", el Doctor Doom regresa y coloca un chip en la armadura de Iron Man que contiene la capacidad de escanear a los seres humanos para ver si son o no Skrulls. A continuación, las hojas de optar por no participar en la eventual rebelión contra la invasión a gran escala. También apareció en el episodio "Emperor Stark" donde fue visto luchando contra los Drone de Thor y Iron Man bajo control de Purple Man. El resultado final de la batalla nunca se dice o muestra/revela.
- El Doctor Doom aparece en la serie del 2012, Ultimate Spider-Man, con la voz de Maurice LaMarche. En el episodio "Doomed", Spider-Man, Power Man, Iron Fist, Nova y White Tiger van hacia Latveria en la captura de pedidos del Doctor Doom y probarse a sí mismos a Nick Fury. Cuando Spider-Man y los otros héroes logran derrotar a Doc para llevar a Fury, el "Doctor Doom" resulta ser un Marcos 6 Hoberman Doombot (que contenía pequeños modelos en sus compartimentos) programado para destruir el Helitransporte de S.H.I.E.L.D. Después de que Spider-Man y el equipo destruyen el Doombot antes de la destrucción del Núcleo de Fusión de Helitransdporte, el verdadero Doctor Doom deja una transmisión que ha digitalizado sus fortalezas y debilidades y estará listo para ellos si alguna vez vuelven a Latveria. En el episodio "Beetle Mania" muestra imágenes del Escarabajo de hacer un trato con el Doctor Doom. En el episodio "Not a Toy", el Doctor Doom se apodera del Escudo del Capitán América cuando se tira accidentalmente del Heltransporte de S.H.I.E.L.D y va a la derecha a través de la ventana de la Embajada de Latveria. Cuando Spider-Man intenta controlar/demostrar que el Escudo es una réplica, el Doctor Doom no compra esto y lanza un misil guiado por calor. Después de evitar el misil, el Capitán América y Spider-Man comienzan a infiltrarse en la Embajada de Latveria donde el Capitán América sospecha que el Doctor Doom podría realizar ingeniería inversa del escudo para reforzar su armadura o cualquier arma. Después de luchar más allá de las Doom-Dogs y los Doombots, el Cap. América y Spider-Man hacer su camino hacia el Doctor Doom, quien está estudiando el escudo del C.Á., donde se encuentran con que el Doctor Doom ha estado utilizando la Embajada de Latveria por alguna invasión y que el Escudo del Capitán América se está escapando a Latveria en su jet. Tras derrotar a los demás Doom-Dogs, el Capitán América y Spider-Man siguen cuando el jet del Doctor Doom termina de atacarlos. Spider-Man se estrella el avión de Doctor Doom en el parque. Spider-Man establece que el Doctor Doom estaba tomando el mundo como Doc afirma que planea rehacer América del Norte. Doctor Doom los ataca como Spider-Man afirma que estaban estancando así hasta que llega el Helitransporte de S.H.I.E.L.D. A pesar de que se tiene en custodia de S.H.I.E.L.D, Doc afirma que sus funcionarios de la Embajada lo tendrán a él por la puesta de sol y luego será deportado a Latveria. El Doctor Doom hace una breve aparición en el episodio de "Ultimate Deadpool" cuando Deadpool se jacta de derrotar a la mitad del Ejército Latveria no y a "Staching" el villano del momento en el que muestra un vídeo en Internet de una marioneta bigotuda del dictador que amenaza la ONU (y recibiendo sólo la risa) antes de notar el bigote y airadamente gritando 'Deadpool!'.
- El Doctor Doom aparece en la serie-secuela de The Avengers: Earth's Mightiest Heroes; Avengers Assemble, donde tiene nuevamente la voz de Maurice LaMarche (quien se la dio en Ultimate Spider-Man). En el episodio "The Avengers Protocol", el Doctor Doom es visto brevemente recibiendo un mensaje holográfico de Cráneo Rojo para unirse a su Cábala. En el episodio "The Serpent of Doom", el Doctor Doom se las arregla para obtener el arma de Ulik Codgel (siguiendo la lucha de Ulik contra Thor) después de interceptar desde algunos Agentes de H.Y.D.R.A con la ayuda de sus Doom-Dogs. Cráneo Rojo no estaba satisfecho con el Doctor Doom por obtener la Codgel tras tropezar con él. Doc afirma que él es el único capaz de manejar la Codgel y no quiere aceptar la oferta de Cráneo Rojo para unirse a la Cábala. Los Vengadores son rastreados por la firma energética del Codgel a la Embajada de Latveria con el fin de recuperarla. Luchando contra sus Doombots, el D.D. entra en la pelea de pie dedo del pie al dedo del pie contra Thor. Doctor Doom utiliza el Codgel modificado para cumplir con las supuestas leyendas y libera a la Serpiente de Midgard con la esperanza de esclavizar y conquistar el mundo. Después de una batalla con los Vengadores, él y la Serpiente de Midgard fueron desterrados al reino porque a continuación utilizan el portal extra-dimensional que fue utilizado por Ulik. En el episodio "The Doomstroyer", el Doctor Doom toma el control del Destructor que utiliza para atacar a los agentes de H.Y.D.R.A y los agentes de A.I.M que están en Latveria. Durante su pelea con los Vengadores, el Doctor Doom mencionó que él ha visto a todos los mundos de Asgard que explican cómo fue capaz de hacerse con el control del Destructor. Los efectos de Doctor Doom controlan el Destructor e incluso ataca a su propio pueblo. Con la ayuda de Loki, Thor, el Capitán América y Falcón fueron capaces de rastrear el Doctor Doom para Helheim donde él está utilizando el Helhorn para controlar al Destructor y está siendo vigilado por la Serpiente de Midgard. Iron Man fue capaz de conseguir a través del Doctor Doom mientras desactiva el Destructor. Capitán América luego saca la Helhorn de Doctor Doom como él es evacuado de Helheim y regresa a Latveria. Doctor Doom entonces rechaza la oferta de caridad de Iron Man para ayudar con el alivio en Latveria y ordena a los Vengadores para salir ya que tienen asuntos más urgentes que atender. En "Planet Doom"; Doctor Doom utiliza su plataforma de Horas para Volver en el Tiempo para prevenir a los Vengadores de la formación, tales como dejar al Capitán América en el hielo, salvando la vida de Tony Stark después se utilizó una bomba en él, ahorrando a Bruce Banner antes de que pueda transformarse en Hulk (durante la construcción de un traje-gamma prueba especial), poniendo fin a todos los conflictos, eliminando todas las enfermedades, y la solución de hambre en el mundo. Doctor Doom entonces se apodera del mundo para salvarlo de la corrupción de la humanidad en la que se sirve de Black Bride (la versión de esta realidad de la Viuda Negra), Bruce Banner, y Tony Stark (que opera bajo el nombre de Brain Trust). Cuando Thor regresa a tierra después de haber estado en Asgard y por lo tanto no afectado por los cambios en la historia en que la condenación utiliza la plataforma¿; se entera a tiempo de lo que sucedió cuando se encuentra con los Defensores (que consta de Clint "Bullseye" Barton, Peter "Slinger" Parker, y Sam "Snap" Wilson). Después de que el grupo es capturado por Black Bridge y los Doombots, elDoctor Doom intenta divulgar a Thor los secretos de Mjolnir. Al no obtener ninguna información de Thor, el Doctor Doom se encarga de su terminación pública. Antes de la terminación comience, aprovecha la ocasión para encender el Doctor Doom como el Castigador (quien estaba disfrazado como un Verdugo) y destruye los Doombots que sostenían los Defensores. Al derribar a Thor, el Doctor Doom intenta levantar el Mjolnir como Black Bride le resucita. La batalla fue suficiente para liberar al Capitán América del hielo como a Brain Trust y a Bruce Banner ayudan a derrotar a Doctor Doom. Al usar la Plataforma Tiempo, Thor se remonta en el tiempo hasta el momento en que el Doctor Doom estaba a punto de usar su Plataforma Tiempo en uno de sus bases y en secreto lo destruye con un rayo. Cuando un Doombot pregunta si deberían comenzar con el proyecto, el Doctor Doom indica que no se iniciará y se va, a deshacer sus cambios en la historia. En "The Ambassador", Nick Fury ordena por sus superiores para tener a S.H.I.E.L.D y los Vengadores para proteger al Doctor Doom mientras habla en las Naciones Unidas, debido a que la Cábala quiere atacarlo porque él no se unió a ellos. Pelean contra Attuma, Drácula y Cráneo Rojo, pero en realidad era una estratagema para él llegar a la Torre de los Vengadores para mejorar su tecnología. Después de hacer de estar de nuevo en Latveria, descubre que la información que se descargó fue un programa Caballo de Troya como una transmisión desde el estado de los Vengadores que sabían que el Doctor Doom intentaría algo como esto. Capitán América afirma entonces a Doctor Doom que si alguna vez deja Latveria de nuevo, será detenido. El programa Caballo de Troya luego apaga la red energética del Doctor Doom durante semanas.
- El Doctor Doom apareció la serie Hulk and the Agents of S.M.A.S.H., nuevamente con la voz de Maurice LaMarche. En el episodio "Red Rover", el Doctor Doom termina capturando a Red Hulk cuando acaba en Latveria como parte del plan de Red Hulk para encontrar otro lugar para Devil Dinosaur. Usando una armadura más grande, el Doctor Doom terminó desviando energía gamma de Red Hulk y consigue que Devil Dinosaur libere a Red Hulk, y escapan de Latveria. Cuando Red Hulk y Devil Dinosaur llegan de nuevo a Vista Verde, el Doctor Doom los alcanza como a los Agentes de S.M.A.S.H que llegan para unirse a la batalla. Durante la lucha, el Doctor Doom termina dentro de la Base Gamma para buscar el Generador Gamma donde se encuentra el líder que ofrece hacer equipo con el Doctor Doom, a cambio de liberarlo. Doctor Doom rechaza al Líder indicando que él sólo hace equipo con los villanos en el nivel épico. Con la ayuda de Devil Dinosaur, los Agentes de S.M.A.S.H desactivan la gran armadura del Doctor Doom y Hulk envía al Doctor Doom a volar en la atmósfera.

### Películas
- En la película cancelada, Los Cuatro Fantásticos, de 1994, el personaje es interpretado por Joseph Culp. En esta película el Dr. Doom es muy semejante al cómic.
- En la película del 2005, Los 4 Fantásticos, el Doctor Doom es interpretado por el actor Julian McMahon, en esta película el origen del villano ha sido cambiado de modo que él haga el viaje espacial junto a los Cuatro Fantásticos y que su armadura sea en realidad su piel que por la radiación es transformada de forma similar a la Mole, acercándose más a la versión Ultimate, aunque decepcionó a los fans su diseño. Es el villano principal de la película, pero al final termina siendo derrotado, cuando después de una dura batalla en las calles de Nueva York, es expuesto a temperaturas altas con el fuego de Johnny y luego es mojado con agua fría por La Mole, lo que lo deja completamente congelado y sin posibilidades de moverse y la máscara (qué le fue regalada por parte de la gente de Latveria) se le queda pegada y es enviado en caja a Latveria.
- En la película del 2007, Los 4 Fantásticos y Silver Surfer; secuela de la película del 2005, Dr. Doom regresa a la vida a causa de Silver Surfer cuando este pasaba por Latveria y vuelve más poderoso e irascible con planes de venganza, primero se le ve intentado quitarse la mascara con la ayuda de un soldador local, la cual quedó básicamente pegada a su piel después de la supernova de Antorcha Humana, pero justo cuando el soldador termina el trabajo, el Dr. Doom lo asesina con un rayo de energía y logra quitarse la mascara aunque cuando no la carga se le nota que su rostro y su cuerpo quedaron desfigurados. Durante una conversación con Silver Surfer en donde el Dr. Doom trata de entablar una alianza, este se niega y solo se limita a decirle que todo lo que conoce se perderá a causa de Galactus, pero justo cuando esta a punto de retirarse el Dr. Doom lo ataca por la espalda pidiéndole una explicación a lo que mencionó previamente, pero este último en represalias lo ataca con los poderes cósmicos de su tabla y lo teletrasporta hacia su guarida en donde se revela que al recibir el ataque también absorbió parte de la energía que rápidamente lo cura de su desfiguración y regenera su piel a su forma normal. También roba la Tabla de Surf y los poderes de Silver Surfer. Pero al final es detenido por la Antorcha Humana que absorbió los poderes de Fantásticos, destruyendo la máquina que robaba la energía de la tabla, y Doom cae a un río. Después de esto, se desconoce lo que le pasó después.
- Se desconoce lo que le pasó al Doctor Doom después de caer al río. Sin embargo, si se hubiera estrenado la película cancelada, Fantastic Four 3, tal vez se habría revelado lo que le paso a Doc. Tal vez habría aparecido como un antagonista primario; secundario; o terciario.
- También pudo haber aparecido en el cancelado spin-off, Silver Surfer.
- El Doctor Doom fue el principal antagonista de la película reboot del 2015, Fantastic Four, donde fue interpretado por Toby Kebbell, donde es conocido simplemente como "Doom". Él apareció como el antagonista. Inicialmente se informó que la versión de la película del personaje se llamaría Víctor Domashev, pero el personaje no se llamó así en la película. En la película, Víctor von Doom es un programador y científico antisocial que trabaja para la Fundación Baxter y es asesorado por el Dr. Franklin Storm. A regañadientes, acordó completar la Puerta de Quantam junto con Reed Richards, Johnny Storm y Susan Storm, debido a su amor no correspondido por Susan. Debido a que no fue elegido para participar en la primera expedición, Richards recluta a Johnny, Víctor y un reacio Ben Grimm para emprender un viaje no autorizado a una dimensión llamada Planeta Cero. Durante su viaje, Víctor intenta tocar la sustancia verde similar a un líquido del planeta, que inadvertidamente causa que la estructura o el área se colapse y el suelo comenzó a hacer erupción la sustancia. Al parecer, Doom fue asesinado cuando cayó sobre la superficie colapsada, no sin antes tener algo de la sustancia verde en erupción para caer sobre él, y aparentemente mutarlo. Esto obliga a Reed, Ben y Johnny a dejarlo y regresar a la Tierra, pero no antes de que ocurra un accidente que da a los tres supervivientes y a Susan Storm habilidades sobrehumanas únicas. Un año después, el Dr. Franklin Storm envía un equipo para explorar el Planeta Cero, donde se revela que Doom sobrevivió y ha vivido en el Planeta Cero desde entonces. Sin embargo, la lava verde en la que cayó fundió permanentemente su traje espacial con su cuerpo, además de otorgarle poderes telequinéticos y proyección de campo de fuerza, junto con la capacidad de controlar los elementos del Planeta cero. Él es llevado de regreso a la Tierra, donde es interrogado por el Dr. Harvey Allen. Creyendo que quieren sabotear su nuevo mundo natal que lo mantiene vivo, Doom revela su plan para destruir la Tierra para que el Planeta Cero pueda vivir, sin interferencia humana. Luego escapa y regresa al Planeta Cero, pero no antes de matar al Dr. Harvey Allen y docenas de otras personas inocentes. El Dr. Storm intenta hablar con él sobre la razón, pero Víctor se niega a escuchar y lo mata. Reed, Ben, Johnny y Susan lo siguen, donde activa un portal que comienza a destruir la Tierra. Después de una breve confrontación, Grimm golpea a Doom en el rayo de energía del portal, desintegrándolo y cerrando el portal.
- En la San Diego Comic Con 2024 se anuncio que el actor Robert Downey Jr interpretara una variante de Doctor Doom para el UCM en la próxima película Avengers: Doomsday en 2026 dónde será el villano principal.
  - En la escena post-crédito de la película "Los Cuatro Fantásticos: Primeros Pasos" (2025), aparece Robert Downey Jr sin acreditar como el Doctor Doom donde intenta ver a Franklin Richards de 4 años para llevárselo en sus planes. Solamente se le ve la capa y sosteniendo su máscara sin mostrar el rostro; dando comienzo el inicio de Doomsday.

### Videojuegos
- Marvel Super Heroes (Arcade, Sony PlayStation)
- Marvel vs. Capcom 2: New Age of Heroes (Arcade, Sega Dreamcast, Sony PlayStation 2, Microsoft Xbox)
- Marvel: Ultimate Aliance (PC, PlayStation Postable)
- Marvel vs. Capcom 3: Fate of Two Worlds (Sony PlayStation 3, Microsoft Xbox 360, PlaySation Vita)
- Ultimate Marvel vs. Capcom 3 (PlaySation Vita, Sony PlayStation 3, Microsoft Xbox 360)
- Marvel Future Fight (videojuego para móvil)
- Marvel Contest of Champions (videojuego para móvil y PC)
- Marvel: Avengers Alliance (videojuego de Facebook)
- Marvel Heroes (videojuego en línea)
- Los 4 Fantásticos y Silver Surfer
- Lego Marvel Super Heroes (personaje jugable)
- Fortnite: Battle Royale, este aparece como un personaje desbloqueable del Pase de Batalla de la Temporada 4 del Capítulo 2, también aparece como jefe en la zona conocida como Dominio Doom (anteriormente Parque Placentero) y que al eliminarlo dejara 2 armas míticas de sus característicos súper poderes, entre los cuales están los guantes arcanos y la bomba mística. Tiempo después en la Temporada 4 del Capitulo 5, este vuelve a aparecer y ahora funge como el antagonista principal luego de absorber los poderes de la caja de pandora.
- Marvel Super Hero Squad Online(PC)(personaje jugable)
- Marvel Super Hero Squad(PlayStation 2, Wii, Nintendo DS, PlayStation Postable) (jefe y personajes jugable)
- Marvel Super Hero Squad The Infinity Gaunlet (Playstation 3, Wii, Nintendo DS, Nintendo 3DS, Xbox 360) (jefe)